# Ті Сі Данцлер
Томас Кертіс «Ті Сі» Данцлер (англ. Thomas Curtis «T.C.» Dantzler; нар. 26 жовтня 1970, Гарві, округ Кук, штат Іллінойс) — американський борець греко-римського стилю, дворазовий срібний призер Панамериканських чемпіонатів, дворазовий бронзовий призер Панамериканських ігор, учасник Олімпійських ігор.

## Життєпис
Боротьбою почав займатися з 1983 року. Він також займався футболом, легкою атлетикою та бейсболом.
Виступав за борцівський клуб «Gator». Тренер — Анатолій Петросян (з 1996), Стів Фрейзер (з 1996), Момир Петкович (з 2000).
Дворазовий національний чемпіон США (2006-07). Триразовий віце-чемпіон США (1998, 2001—2002). Член збірної США семи років (2000—2004, 2005—2008).
Він навчався в Університеті Північного Іллінойсу, де чотири рази брав участь у кваліфікації турніру NCAA. Він отримав ступінь економіста з акцентом на фінансах. Він є членом Зали слави Університету Північного Іллінойсу.
Після завершення кар'єри борця займався тренерською діяльністю. Серед підопічних — бронзовий призер чемпіонату світу, чемпіон, срібний та бронзовий призер Панамериканських чемпіонатів, срібний призер Панамериканських ігор, учасник Олімпійських ігор Трейсі Генкок.
Засновник компанії «TC logiQ», що спеціалізується на фоновому скринінгу.
Одружений, має двох синів. Його захоплення включають шахи, техніку та танці.

## Спортивні результати на міжнародних змаганнях

### Виступи на Олімпіадах
| Змагання                    | Збірна | Вагова категорія                 | Місце |
| --------------------------- | ------ | -------------------------------- | ----- |
| Літні Олімпійські ігри 2008 | США    | греко-римська боротьба, до 74 кг | 16    |

### Виступи на Чемпіонатах світу
| Змагання                        | Збірна | Вагова категорія                 | Місце |
| ------------------------------- | ------ | -------------------------------- | ----- |
| Чемпіонат світу з боротьби 2002 | США    | греко-римська боротьба, до 74 кг | 11    |
| Чемпіонат світу з боротьби 2003 | США    | греко-римська боротьба, до 74 кг | 21    |
| Чемпіонат світу з боротьби 2005 | США    | греко-римська боротьба, до 74 кг | 28    |
| Чемпіонат світу з боротьби 2006 | США    | греко-римська боротьба, до 74 кг | 5     |
| Чемпіонат світу з боротьби 2007 | США    | греко-римська боротьба, до 74 кг | 22    |

### Виступи на Панамериканських чемпіонатах
| Змагання                                   | Збірна | Вагова категорія                 | Місце  |
| ------------------------------------------ | ------ | -------------------------------- | ------ |
| Панамериканський чемпіонат з боротьби 2007 | США    | греко-римська боротьба, до 74 кг | Срібло |
| Панамериканський чемпіонат з боротьби 2008 | США    | греко-римська боротьба, до 74 кг | Срібло |

### Виступи на Панамериканських іграх
| Змагання                  | Збірна | Вагова категорія                 | Місце  |
| ------------------------- | ------ | -------------------------------- | ------ |
| Панамериканські ігри 2003 | США    | греко-римська боротьба, до 74 кг | Бронза |
| Панамериканські ігри 2007 | США    | греко-римська боротьба, до 74 кг | Бронза |

### Виступи на Кубках світу
| Змагання                    | Збірна | Вагова категорія                 | Місце |
| --------------------------- | ------ | -------------------------------- | ----- |
| Кубок світу з боротьби 1996 | США    | греко-римська боротьба, до 74 кг | 5     |

### Виступи на інших змаганнях
| Змагання                                                         | Збірна | Вагова категорія                 | Місце  |
| ---------------------------------------------------------------- | ------ | -------------------------------- | ------ |
| Тестовий турнір FILA 1998                                        | США    | греко-римська боротьба, до 76 кг | 8      |
| Міжнародний меморіал Дейва Шульца 1999                           | США    | греко-римська боротьба, до 76 кг | Срібло |
| Міжнародний меморіал Дейва Шульца 2001                           | США    | греко-римська боротьба, до 76 кг | 4      |
| Міжнародний меморіал Дейва Шульца 2002                           | США    | греко-римська боротьба, до 74 кг | Бронза |
| Міжнародний меморіал Дейва Шульца 2004                           | США    | греко-римська боротьба, до 74 кг | Срібло |
| Міжнародний меморіал Дейва Шульца 2006                           | США    | греко-римська боротьба, до 74 кг | Золото |
| Міжнародний меморіал Дейва Шульца 2008                           | США    | греко-римська боротьба, до 74 кг | Золото |
| Олімпійський кваліфікаційний турнір з боротьби 2008 (Роме-Остія) | США    | греко-римська боротьба, до 74 кг | Бронза |
| Міжнародний меморіал Дейва Шульца 2009                           | США    | греко-римська боротьба, до 84 кг | Золото |
| Турнір Дана Колова — Николи Петрова 2009                         | США    | греко-римська боротьба, до 84 кг | 7      |